# Jorge Pérez Lasso de la Vega
Jorge Pérez Lasso de la Vega (San Fernando, 1793 - Madrid, 1870) va ser un militar espanyol, ministre interí de Marina durant el regnat d'Isabel II d'Espanya.
Fill d'un oficial de marina, va participar en la guerra del francès amb el grau d'alferes de fragata, lluitant en canoneres a la Mediterrània. Després de la guerra fou destinat al Dipòsit Hidrogràfic de l'Armada, del qual n'arribaria a ser director. En 1844 i 1846 fou ministre interí de Marina, Ultramar i Comerç en dos gabinets de Ramón María Narváez y Campos.
En 1853 fou l'encarregat de custodiar la recentment adquirida Carta Nàutica de Juan de la Cosa, que finalment destinada al Museu Naval de Madrid. Després fou destinat a la Junta de Fars i a la Secretaria de Marina. Va dirigir la Revista General de la Marina i El Marino Español, i formaria part de la comissió d'estudi de viabilitat de l'Ictíneo.